# Боголюбово
Боголю́бово — посёлок в Суздальском районе Владимирской области России.
Административный центр Боголюбовского сельского поселения. Входит в перечень исторических городов России и Золотое кольцо России. В составе памятников Владимиро-Суздальской земли комплекс Боголюбово включён в список Всемирного наследия.
В полутора километрах от посёлка находится всемирно известный шедевр древнерусской архитектуры — церковь Покрова на Нерли.

## География
Боголюбово расположено на реке Нерль вблизи её впадения в Клязьму, в 2 км к северо-востоку от территории Владимира, в том месте, как Нерль связывала бассейн Оки с бассейном верхней Волги.

## История
Боголюбово (Боголюбый) — древнерусский город на левом берегу реки Клязьма. В IX—X веках посёлок мери, возможно укреплённый. Город основан в 1158 году, как резиденция князя Андрея Боголюбского, где он был и убит.
Основание связывалось духовенством с легендой о явлении Богоматери князю Андрею: когда князь Андрей вёз икону Божией Матери из Владимира в Ростов, в 10 км до Владимира лошади встали, и никакими способами не получалось заставить их идти дальше. На этом месте и заночевали. В ту ночь и произошло явление Божией Матери, а на этом самом месте были основаны Боголюбово и Боголюбский монастырь.

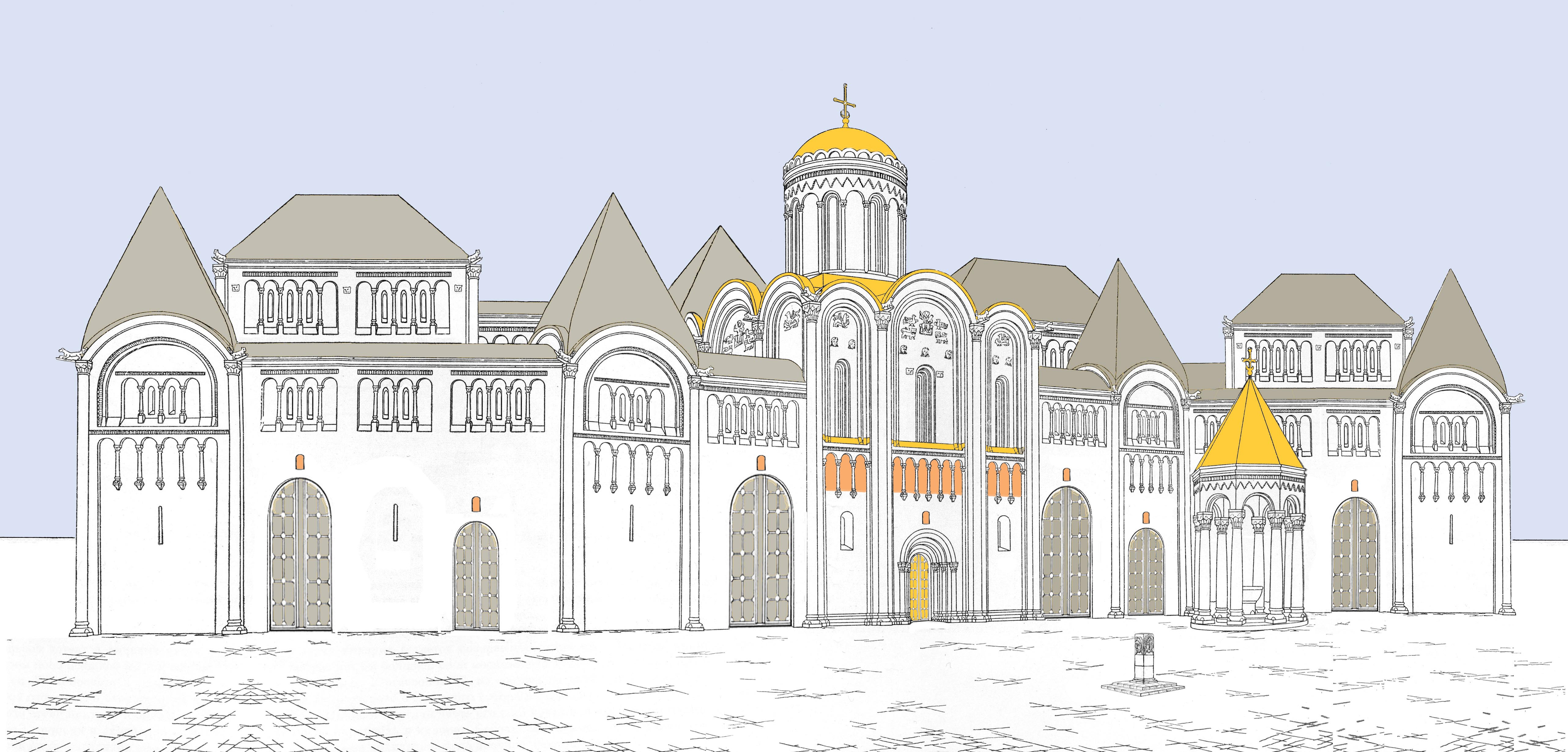
Сергей Заграевский. Реконструкция замка Андрея Боголюбского

При князе Андрее Боголюбово стало городом с постоянным населением, самоуправлением, торговлей, ремёслами, ополчением, посадом и пр., то есть фактической столицей Северо-Восточной Руси. Рост города прекратился после смерти Андрея Боголюбского.
В 1177 году Боголюбово разорил и разграбил рязанский князь Глеб, а после нашествия монголо-татар в 1238 году город окончательно потерял былое значение. Не позднее XIII века на месте княжеской резиденции основан мужской монастырь Рождества Богородицы.
Исследования проводятся с середины XIX века, которые начали Н. Н. Воронин (1934, 1938, 1954) и В. П. Глазов (1984). Были обнаружены валы и рвы с фундаментами белокаменных стен.
Исследования Сергея Заграевского показали, что в домонгольское время город был окружён не одним, а двумя контурами укреплений. Внутренний контур — полностью или частично белокаменные укрепления периметром около 1,5 км. Внешний контур — дерево-земляные укрепления периметром около 2,9 км. Внутри белокаменных городских укреплений располагался белокаменный дворцово-храмовый комплекс («замок») князя Андрея Боголюбского.
Чтобы оценить размеры Боголюбова при Андрее, можно сопоставить их с размерами других древнерусских городов: Киев (город Ярослава) — периметр укреплений около 3,5 км, Смоленск (город Ростислава) — примерно столько же. Переславль-Залесский — 2,5 км, Владимир (Мономахов, или Печерний, город) — тоже около 2,5 км, Юрьев-Польский — 2 км, Суздаль — 1,4 км. В Дмитрове, Ярославле (Рубленый город) и Перемышле Московском — около 1 км, в Звенигороде и Москве (крепость 1156 года) — около 800 м. Таким образом, Боголюбово было одним из крупнейших городов не только в Северо-Восточной Руси, но и по общерусским меркам.
В XVII—XIX веках в его центральной части велось значительное монастырское строительство.
После революции 1917 года монастырь был закрыт. В 1992 году монастырь был возрождён.
С 1997 года в Боголюбове действуют два монастыря — мужской и женский.
С 1945 по 1965 год Боголюбово являлось центром Владимирского района, с 1965 года — в составе Суздальского района. В 1960 году получило статус посёлка городского типа; с 1 января 2006 года — административный центр Боголюбовского сельского поселения.
Частично сохранились земляные валы, рвы и нижние части стен и столбов белокаменных укреплений, остатки резеденции: переход на полуциркульных арках и квадратная в плане белокаменная башня с винтовой лестницей, с переходами на хоры собора (сохранились 2 этажа с аркатурным поясом и окнами), а также цокольная часть храма Рождества Богородицы (1158—1165), на которой возведена ярусная церковь (1751, барокко). Сохранились фрагменты алтарной перегородки, росписи, фасадная резьба и стеклодельная мастерская. Монастырь включает также Благовещенскую трапезную (1683 г, перестроена в 1804 году, на месте храма Святого Леонтия XII века), часовню XVII века (на месте кивория), святые ворота с надвратною Успенской церковью, с кельями и 3 ярусной колокольней (1841).
Собор Боголюбовской иконы Богоматери в византийско-русском стиле построен в 1866 году по проекту архитектора Константина Тона и освящён Святым Феофаном Затворником. Келейные корпуса и стены с 4 башнями XVIII—XIX веков.
В Боголюбове вне стен монастыря находится церковь Иоакима и Анны построенные в 1830—1857 годах.
В 1,5 км от Боголюбова — церковь Покрова на Нерли и церковь 1884 года трёх святителей. Архитектурные памятники Боголюбова — в ведении Владимиро-Суздальского историко-художественного и архитектурного музея-заповедника. Чудотворная икона Боголюбской Божией Матери письма 1155 года находится в Успенском соборе Княгинина монастыря во Владимире.

### Обзор упоминаний города из ранних источников
- Новгородская первая летопись: «В лето 6663. Приде из Киева смереныи и христолюбивыи князь великыи Андреи Юрьевичь безъ отчя повелениа, егоже лестию подъяша Кучковичи, и поставишя град Боголюбовныи, а обещался святеи Богородици животворнои… и постави еи храм на реце Клязме, 2 церкви каменны во имя святыя Богородица, и сътвори град и нарече ему имя: се есть место Боголюбимое»[10].
- Новгородская четвёртая летопись: «Год 6666… и град заложи Боголюбивое»[11].
- Владимирский летописец: «В лето 6666… Сии же князь Ондреи Боголюбовныи град спом осыпа, постави ту церковь камену Рожество святеи Богородици на Клязме реце… и устрои монастырь»[12].
- Краткий Владимирский летописец: «И потом приде от Киева Андреи Юрьевич и створи Боголюбовный град и спом осыпа, и постави две церкви камены, и ворота камены, и палаты»[13].
- Русский летописец: «В лето 6666… И потом прииде от Киева Андреи Юрьевичь и створи Боголюбовныи град и спом осыпа, и постави церкви две и ворота камены, и палаты»[14].
- Ипатьевская летопись: «Создал же бяшет собе город камен, именем Боголюбый, толь далече якоже Вышегород от Киева, тако же и Боголюбый от Володимеря»[15].
«Сый благоверный и христолюбивый князь Андрей уподобися царю Соломану, яко дом Господу Богу и церковь преславну святыя Богородицы Рожества посреди города камену создав Боголюбом и удиви ю паче всих церквии… и створи церковь сию в память собе»[16].
- Моление Даниила Заточника: «Зане, господине, кому Боголюбиво, а мне горе лютое»[17].

## Население
| 1859  | 1897  | 1926  | 1959  | 1970  | 1979  | 1989  |
| ----- | ----- | ----- | ----- | ----- | ----- | ----- |
| 1003  | ↗1459 | ↗1474 | ↗2585 | ↗3942 | ↗4171 | ↘4143 |
| 2002  | 2010  | 2021  |       |       |       |       |
| ↗4218 | ↗4494 | ↗4729 |       |       |       |       |

## Известные жители

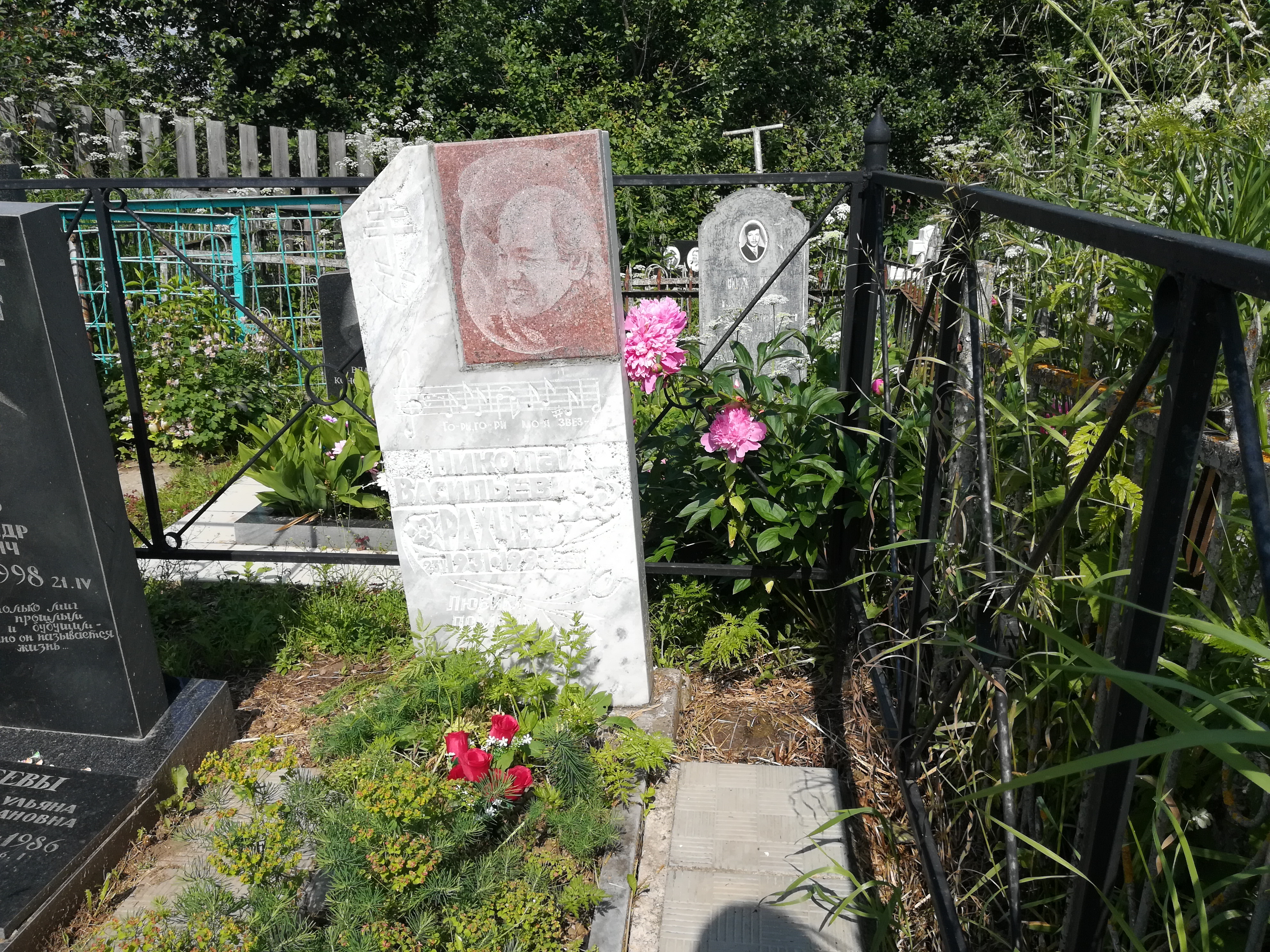
Могила Н. Рахчеева

Уроженкой Боголюбова является третья в истории Чемпионка мира по шахматам Елизавета Быкова.
На местном кладбище похоронен известный артист и музыкальный педагог, солист Минской оперы Н. В. Рахчеев.

## Инфраструктура
В поселке имеются Боголюбовская средняя общеобразовательная школа имени чемпионки мира по шахматам Е. И. Быковой, детский сад, дом культуры, поликлиника, отделение почтовой связи.

## Транспорт
Через Боголюбово проходит автомагистраль и железнодорожная линия федерального значения Москва — Нижний Новгород.
Боголюбово связано с Владимиром автобусными маршрутами 3с (обслуживается «АДМ»), 18с, 53, 102, 107 (обслуживаются транспортной компанией ПОАТиС) и 152 (обслуживается ООО «Ремонтно-техническая станция»).
Железнодорожная станция Боголюбово.

## Экономика
В советское время в Боголюбове работали плодоконсервный завод, цех производства кирпича Владимирского завода керамических изделий.
В 2004 году на площадях плодоконсервного завода чешская компания Хаме Фудз запустила производство мясных консервов
В 2016 году на базе бывшего кирпичного производства ООО «Бергус» приступила к производству подгузников с перспективой расширения ассортимента продукции (медицинские перчатки, латексные наконечники для УЗИ и др.). Новое предприятие создало в посёлке до 200 рабочих мест.
Имеется типография.
В Боголюбово находится Нерлинская очистная водозаборная станция, снабжающая питьевой водой г. Владимир.
Основными сельскохозяйственными предприятиями являются СПК «Новосельский», Племзавод «Нива», СПК «Раменское», несколько фермерских хозяйств.

## Галерея
| - Церковь Покрова на Нерли | - Свято-Боголюбский женский монастырь - Храм Рождества Богородицы и Лестничная башня |